# Volodymyr Zagorodnij
Volodymyr Zagorodnij, ukrainska: Володимир Загородній, född 11 november 1981 i Simferopol, Krim, Ukraina, är en professionell tävlingscyklist från Ukraina. 

Zagorodnij är en tvåfaldig ukrainsk nationsmästare på landsväg. Han blev professionell med OTC Doors-Lauretana inför säsongen 2007. Volodymyr Zagorodnij tävlade för UCI ProTour-stallet Lampre under säsongen 2009.

## Början
Volodymyr Zagorodnij började cykla seriöst under året 1992. Tio år senare vann ukrainaren, tillsammans med Volodymyr Djudja, Roman Kononenko och Vitalij Popkov, guldmedalj i de europeiska U23-mästerskapens lagförföljelselopp, en tävling som de fyra männen vann även under säsongen 2003. Under säsongen 2003 vann han, tillsammans med Aleksandr Simonenko, Volodymyr Djudja, Vitalij Popkov, lagförföljelseloppet när världscupen nådde Kapstaden. I världscuploppet i Moskva slutade han trea tillsammans med Djudja, Kononenko och Sergij Chernyavsky.
Volodymyr Djudja, Vitalij Popkov, Volodymyr Zagorodnij och Roman Kononenko slutade tvåa på världscuploppet i Moskva 2004, det litauiska laget bestående av Linas Balciunas, Aivaras Baranauskas, Tomas Vaitkus och Raimondas Vilcinskas.
Djudja, Popkov, Zagorodnij och Kononenko vann lagförföljelse i Moskva. Kononenko, Popkov, Zagorodnij och Andrij Kutalo slutade på tredje plats nästa gång de kom till Moskva samma år. I Los Angeles samma år slutade Kononenko, Djudja, Zagorodnij och Ljubomyr Polatajko trea bakom Tyskland och Nya Zeeland.
I slutet av 2005 fick Volodymyr Zagorodnij prova på att vara professionell när det italienska stallet Domina Vacanze anställde honom som stagiaire. Tidigare under säsongen visade den unga ukrainaren sin talang när han slutade trea på Giro della Valsesia bakom italienarna Piergiorgio Camussa och Maurizio Bellin. Domina Vacanze lade ned efter säsongen och Volodymyr Zagorodnij fick fortsätta sin karriär i amatörstallen.
I april 2006 slutade ukrainaren trea i ett dernylopp i Nancray bakom fransmännen Steve Chainel och François Lamiraud. Han vann etapp 2 av Giro Ciclistico della Provincia di Cosenza i slutet av maj samma år framför Aleksej Sjtjebelin och Marco Cattaneo, tvåa respektive trea. Samma placeringar fick de trea männen också i slutsammandraget av tävlingen. På etapp 2 av Baby Giro slutade Volodymyr Zagorodnij tvåa bakom landsmannen Dmytro Grabovskyj. Några dagar därpå vann Volodymyr Zagorodnij de ukrainska mästerskapen i linjelopp framför Volodymyr Starsjyk och Denys Kostjuk. I augusti slutade han tvåa på Pessano Roncola, innan han tog andra platsen på Lombardiet runt för amatör-cyklister bakom Marco Cattaneo.

## Professionell karriär
Volodymyr Zagorodnij blev professionell 2007 för NGC Medical-OTC Industria och han tävlade för stallet till och med slutet av 2008.
Under sitt första år som professionell vann Volodymyr Zagorodnij de ukrainska nationsmästerskapen framför Ruslan Pidgornij och Mychajlo Chalilov. Senare under säsongen slutade han trea på Trofeo Melinda bakom italienarna Santo Anza och Luca Mazzanti. Det blev även en tredje plats på Coppa Placci innan säsongen avslutades.
Säsongen 2008 bestod av tvåa vinster, etapp 1 av Giro del Trentino och etapp 4 av Tour of Qinghai Lake. Volodymyr Zagorodnij slutade trea på nationsmästerskapens linjelopp bakom Pidgornij och Denys Kostjuk. Han slutade också trea på den italienska tävlingen GP Industria & Commercio di Prato bakom Mychajlo Chalilov och Marco Frapporti. 
Lampre-stallet kontrakterade Volodymyr Zagorodnij, liksom landsmannen Vitalij Buts, inför säsongen 2009. Under säsongen slutade han på tionde plats på Tour of Hainan, men när säsongen var över fick han inget fortsatt förtroende av stallet.
I april 2010 skrev han på ett kontrakt med Miche-stallet, med vilka han stannade till slutet av säsongen 2011. Under 2012 cyklade han för Uzbekistan Suren Cycling Team.

## Stall
- OTC Doors-Lauretana 2007
- NGC Medical 2008
- Lampre 2009
- Miche 2010–2011
- Suren Cycling Team 2012
- Kolss Cycling Team 2013-